# Пантатаризм
Пантатаризм, или татаризм — идеология и историческая концепция, направленная на культурно-национальное объединение и консолидацию волго-уральских, крымских, сибирских и других групп татар в единую общетатарскую нацию. В современный период идеи пантатаризма находят поддержку среди большинства татарских общественных деятелей, учёных (тюрко-татарская теория этногенеза) и представителей националистических движений. Термин «пантатаризм» был введён для обозначения тенденций начала XX века в культурном и политическом движении мусульманского населения Российской империи под главенством татар.

## История
На начало XX века в Российской империи сложилась ситуация, когда было высоко влияние Османской империи на мусульманское население в стране. Вследствие этого Министерство внутренних дел выпускало специальные циркуляры, в которых предлагалось противодействовать турецкому влиянию. В 1910 году было созвано Совещание по вопросу татаро-мусульманского влияния. Предлагалось усилить православную миссионерскую деятельность в мусульманской среде, а также сделать всё для удержания мусульманских школ в конфессиональных рамках. Тем не менее, опасаясь пантатаризма, совещание давало согласие на «преподавание крещёным инородцам на родном языке». В 1911 году Совещание приняло другой курс, сокращая число родных языков, на которых возможно было начальное обучение.
В 1914 году было созвано Особое совещание по проблемам мусульман. Этим совещанием обращалось внимание на пантатаризм, который вызывал у них особые опасения. Пантатаризм делал успехи в мусульманской среде, при этом были попытки объединить русских мусульман под управлением татар. Идеологией выступала исламская религия и идея племенного единства. Также вызывало недовольство у имперских чиновников то, что на территории России происходило «отатаривание» высших учебных заведений. Особое совещание признавало свою слабость перед прогрессивными процессами в среде мусульманского населения Российской империи и невозможность противостоять им.
Как идеология пантатаризм сформировался в конце XX века. В основу пантатаризма легли труды и мнения многих татарских просветителей, в том числе Шигабутдина Марджани.

## Современность
В настоящее время идеология пантатаризма (татаризма) популярна в основном среди сторонников тюрко-татарской теории этногенеза татар. Противниками пантатаризма являются сторонники булгарской теории этногенеза. В конце ХХ века в Татарстане появилась группа учёных (Д. Исхаков, Р. Фахрутдинов, И. Измайлов и М. Ахметзянов), которая именуют себя «татаристами» и продвигает татаристкие взгляды на историю татар. Период Золотой Орды группа окрестила «золотым временем в истории татар». Д. Исхаков предложил защитить историю татар от поглощения её русской историей: 

«Если мы из татарской истории исключим период булгар, проведём непосредственную связь её с батыевскими, может быть, даже и с чингисхановскими татарами, тогда русская история не может „ассимилировать“ татарскую историю, так как русская история золотоордынского периода сама является всего лишь частью истории Улуса Джучи, а следовательно и истории современных татар. Если же этническую историю татар выводить из истории Волжской Булгарии, то русская история нашу историю „переваривает“»— Проблемы становления татарской нации. — Казань, 1997, с. 205.
Доктор исторических наук Исхаков приходит к итогу, что булгарский период истории татар навязан историкам коммунистами, в частности Сталиным. Он и его группа в слове «татары» не различают форму (синтактику) и значение (семантику): применительно к кому бы ни применялся этноним «татар», везде он имеет одно значение, то есть обозначает один и тот же этнос. Так казанские татаристы поставили вопрос о «восстановлении» Золотой Орды и вместо тюркского единства снова была выдвинута идея тюрко-татарского единства, прихватывающая заодно и всех тюрков, предки которых в Золотой Орде составляли её население. Подобные рассуждения в определении этногенеза татар нашли отражение в «Татарском энциклопедическом словаре» и в 4-й главе книги «Татары» (Москва, 2001), написанной Д. Исхаковым и И. Измайловым.
По мнению академика АН РТ М. З. Закиева, эта идеология в Татарстане была использована в преподавании истории края и стала доминировать в официальной республиканской историографии и татарском науном сообществе. Продолжателем идеологии пантатаризма является Институт истории АН РТ под руководством Рафаэля Хакимова. В статье «Кто ты, татарин?» и других публикациях Р. Хакимов выдвигает
идею что до революции был один тюркский народ «сформировавшийся в эпоху Золотой Орды» — татарский. Р. Хакимов считает, что общетатарскому единству был нанесен удар в начале Столыпиным, а потом большевиками: «Столыпин в свое время предложил сделать каждую этническую группу татар отдельным народом с собственным литературным языком и таким образом покончить с нацией. Большевики успешно продолжили эту политику.
По мнению историка Айслу Юнусовой, современный пантатаризм предполагает также захват власти в России татарами.